# Dysstroma scalata
Dysstroma scalata är en fjärilsart som beskrevs av Max Joseph Bastelberger 1911. Dysstroma scalata ingår i släktet Dysstroma och familjen mätare. Inga underarter finns listade i Catalogue of Life.